# Appel du Tibet aux Nations unies
L'appel du Tibet aux Nations unies est un texte envoyé aux Nations unies (ONU) le 7 novembre 1950 par le Kashag (Cabinet des ministres du Gouvernement tibétain) au sujet de l'intervention militaire chinoise. Le Salvador proposa une résolution à l'Assemblée générale de l'ONU, mais en raison de la guerre de Corée qui se déroulait au même moment, et de l'hésitation de l'Inde, le débat sur l'appel fut ajourné sine die le 24 novembre 1950.

## Circonstances de l’appel
En 1949, le parti communiste chinois renverse le parti nationaliste chinois et déclare la république populaire de Chine. Le 7 octobre 1950, l'armée populaire de libération (APL) chinoise pénètre au Tibet , mettant en ligne environ 40 000 militaires chinois contre les 8 500 hommes de l'armée tibétaine. Le 19 octobre 1950, 5 000 soldats tibétains avaient été mis hors de combat, et l'armée tibétaine se rendit. Fin octobre, le gouvernement tibétain demande l'aide diplomatique de l'Inde par l'intermédiaire du chef de la Mission de l'Inde à Lhassa. Sumal Sinha, alors représentant de l'Inde à la Mission de l'Inde à Lhassa, rédige l'appel du Tibet sur l'intervention militaire chinoise, appel qui est envoyé aux Nations unies par le gouvernement du Tibet le 7 novembre 1950. À cette époque, seul le Salvador accepte de soutenir le Tibet.

## Envoi de délégations tibétaines à l'étranger
Dans son autobiographie Au loin la liberté, le dalaï-lama écrit qu'avec l'accord des premiers ministres tibétains Lukhangwa et Lobsang Tashi ainsi que celui du Kashag, il envoya fin 1950 des délégations à l’étranger, aux États-Unis, en Angleterre et au Népal dans l’espoir d’une intervention pour le Tibet, ainsi qu’en Chine pour négocier son retrait. Peu après son arrivée à Yatung, il apprit que de ces délégations, la seule à être arrivée à destination, fut celle envoyée en Chine.
Le 3 novembre 1949, le Kashag envoya une lettre au secrétaire d'État américain, Dean Acheson, lui demandant de soutenir l'adhésion du Tibet à l'ONU. Des appels similaires furent envoyés aux gouvernements indien et britannique. Le gouvernement indien donna comme argument contre cette candidature que l'URSS utiliserait son droit de veto au Conseil de sécurité, et que cette démarche agacerait la Chine inutilement. L'antenne du Foreign Office britannique à New Delhi était du même avis concernant l'URSS, et suggéra d'expliquer au Kashag la position des gouvernements occidentaux par l'intermédiaire du résident indien à Lhassa. Acheson souhaitait faire davantage pression sur l'Inde adressa un câble à Loy W. Henderson, ambassadeur américain en Inde. Quand K. P. S. Menon et Henderson abordèrent la question de l'admission du Tibet à l'ONU, Menon déclara, catégorique, que la requête du Tibet était sans espoir, et qu'un débat à l'ONU agiterait indûment la question tibétaine risquant de provoquer une réaction immédiate des communistes chinois. Un télégramme de Henderson à Acheson souligne qu'alors l'Inde avait pratiquement le monopole des relations étrangères et des communications tibétaines avec le monde non communiste.
Environ un mois après l’entrée des troupes chinoises au Tibet, le gouvernement tibétain lança un appel aux Nations unies. L’Inde, pays directement concerné par le conflit sino-tibétain dans la mesure où le Tibet jouait le rôle de zone tampon entre différentes puissances asiatiques, réagit timidement en demandant l’avis des grandes puissances qui répondirent que ce conflit ne les concernait pas. L’Inde décida de ne pas intervenir, sans toutefois demander à la Chine de contrepartie.
Le Népal, voisin du Tibet, la Grande-Bretagne, ancienne puissance coloniale dans la région et les États-Unis, première puissance mondiale, exprimèrent leur sympathie pour le Tibet, sans apporter leur aide. L’ONU céda aux pressions de la Grande Bretagne pour que l’appel du Tibet ne soit pas mis à l’ordre du jour.

## L’appel du Tibet
Le texte de l’appel du Tibet était bien rédigé et comparait la situation du Tibet à celle de la Corée :

« Comme vous le savez, le problème du Tibet a pris ces derniers temps des proportions alarmantes. Il n’est pas le fait du Tibet lui-même, mais il résulte largement des ambitions chinoises effrénées d’amener les nations plus faibles de sa périphérie sous sa domination active. Comme peuple fidèle aux principes du bouddhisme, les Tibétains ont depuis longtemps abandonné l’art de la guerre, pratiquant la paix et la tolérance, et faisant confiance pour la défense de leur pays à sa configuration géographique et à leur attitude de ne pas se mêler des affaires des autres nations. Il y eut des époques où le Tibet rechercha, mais reçut rarement, la protection de l’empereur chinois. Cependant, dans leur besoin naturel d’expansion, les Chinois ont totalement mal interprété la signification des relations d’amitié et d’interdépendance existant entre la Chine et le Tibet en tant que voisins. (...) Les Chinois revendiquent le Tibet comme faisant partie de la Chine. Les Tibétains se sentent très éloignés des Chinois des points de vue racial, culturel et géographique.
(...) Nous, ministres, avec l’approbation de Sa Sainteté le dalaï-lama, en cette situation d’urgence, confions le problème du Tibet à la décision ultime des Nations unies, dans l’espoir que la conscience du monde ne permettra pas la disparition de notre État par des méthodes rappelant celles de la jungle. »

L’appel, signé par le kashag et l’assemblée nationale du Tibet et daté du 7 novembre 1950, fut envoyé par télécopieur depuis la résidence de Tsepon W.D. Shakabpa à Kalimpong.

## La position française
Selon Thomas Laird, Paris s’inquiétait qu’en défiant la Chine sur ses « droits » coloniaux au Tibet, d’autres puissent examiner les « droits » de la France au Vietnam et en Algérie.

## La position britannique
L'appel du Tibet fut discuté à la Chambre des communes le 20 novembre 1950.
Les Nations unies devenant une institution internationale, les définitions coloniales préexistantes devaient être réévaluées, et l'Angleterre ne pouvait plus conserver l'indétermination sur le statut du Tibet, entre indépendance et suzeraineté. Après consultation des experts légaux de la Grande Bretagne, le Tibet fut considéré comme un pays distinct. Ils se sont fondés sur la convention de Simla conclue avec la Chine et le Tibet et sur le fait que les Chinois avaient été expulsés en 1911 et que le Tibet avait déclaré son indépendance deux ans plus tard. Le Tibet était qualifié avec certitude comme un État séparé selon l'article 35 de la Charte des Nations unies du fait de sa conservation du plein contrôle de ses affaires intérieures et extérieures de 1911 à 1950,
Cependant, Londres souhaitait tenir compte de la position de l'Inde.

## La position indienne
L'Inde hésita à parrainer l'appel du Tibet. Nehru souhaitait conserver un rôle de médiateur neutre et réduire les tensions belliqueuses, et se prononcera pour un ajournement de l'appel du Tibet,,,.

## La position américaine
Selon Michael Harris Goodman, la position américaine s’explique par une double contrainte. En premier lieu, les Américains ne pouvaient s’engager dans un conflit armé au Tibet alors qu’ils avaient envoyé plusieurs milliers de soldats dans la guerre de Corée. En second lieu, Lowell Thomas, Jr. affirme : « Si les États-Unis proposent une aide militaire quelconque au Tibet, notre pays doit assumer la responsabilité de maintenir l'indépendance du Tibet. Mais si les Rouges chinois nous mettent au pied du mur, comment pourrions-nous transporter une armée dans l'Himalaya ? Comment pourrions nous la ravitailler ? En dernière analyse, les États-Unis ne sont pas la nation la plus appropriée pour entreprendre cette tâche ». De plus, les États-Unis, toujours proches de Tchang Kaï-chek, ne pouvaient se désolidariser de la position des nationalistes chinois selon lesquels le Tibet était une partie intégrante de la Chine. En votant l’ajournement du débat sur l'appel du Tibet, ils évitaient de répondre à cette question,.

## La proposition de Résolution

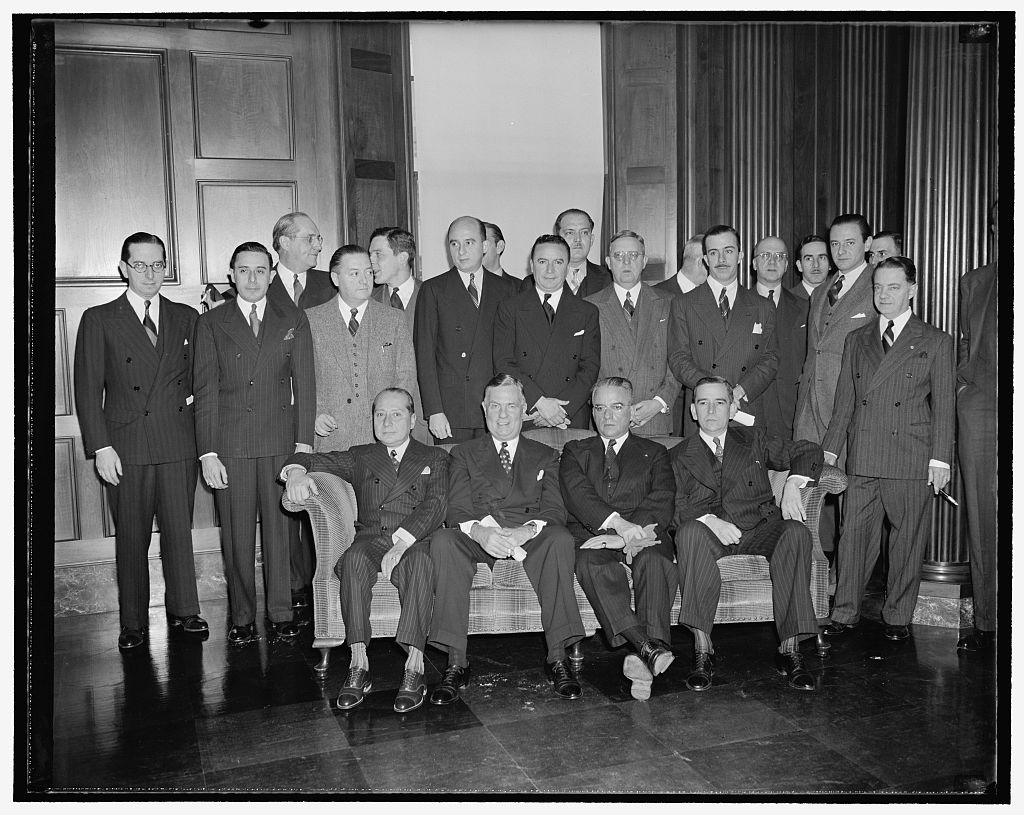
Hector David Castro est la 4e personne assise en partant de la gauche, 1939.

Le représentant du Salvador, Hector David Castro, proposa la résolution suivante :
« 
Prenant note que la nation pacifique du Tibet a été envahie, sans aucune provocation de sa part, par des troupes étrangères en provenance d’un territoire contrôlé par le gouvernement établi à Pékin, l’Assemblée générale décide :
1. de condamner cet acte d’agression non provoqué contre le Tibet ;
2. d’établir un comité composé de (noms des pays) chargé d’étudier les mesures appropriées pouvant être prises par l’Assemblée générale dans cette affaire ;
3. d’instruire le Comité d’entreprendre cette étude en se référant particulièrement à l’appel aux Nations unies lancé par le gouvernement du Tibet, et de présenter son rapport à l’Assemblée générale le plus tôt possible durant l’actuelle session

 »

## Débats et avis des membres de l'ONU
Michael van Walt van Praag, conseiller juridique du dalaï-lama, mentionne qu’au cours des débats en 1950 aux Nations unies au sujet de l’invasion du Tibet par la Chine, certains pays, dont l’Irlande, la Nouvelle-Zélande, la Malaisie, le Brésil et la France réaffirmèrent l’universalité des principes de l’autodétermination rejetant implicitement toute limite fondée sur la colonisation.

## Ajournement
À la même période, la Chine était aussi impliquée dans la guerre de Corée, et des représentants chinois se rendirent aux Nations unies pour en discuter, ce qui fut une des raisons pour lesquelles l'examen de l’appel du Tibet fut ajourné.
De plus, comme l'armée chinoise avait cessé le feu et demandé une négociation pacifique plutôt que d'entrer dans Lhassa par la force, l'organisation des Nations unies renonça à traiter de la question du Tibet.
L'examen de l'appel du Tibet fut ajourné sine die le 24 novembre, date de l'arrivée à Lake Success d'une délégation de la République populaire de Chine venue présenter le point de vue de ce pays sur la Corée,.

## Les réactions à l'ajournement
N'ayant pas obtenu de réponse de l'Assemblée générale de l'ONU, les dirigeants tibétains se sont adressés au Conseil de sécurité alors qu'il tenait une session à Lake Success, mais ce 2e appel est lui aussi resté sans réponse.
Le 8 décembre, le gouvernement tibétain répondit aux Nations unies dans une note ferme soulignant le devoir moral de l'ONU de défendre les droits des petits pouvoirs contre des voisins puissants, demandant l'envoi d'une mission d'étude au Tibet, et indiquant le souhait d'envoyer une délégation à Lake Success.
Le 21 décembre, le gouvernement tibétain envoya de nouveaux appels en Grande-Bretagne, aux États-Unis et au Canada, les informant de son projet d'envoyer une délégation au siège des Nations unies à Lake Success.
Selon l'historien Melvyn C. Goldstein, le délégué britannique fut le premier à prendre la parole, informant ses collègues qu'après un demi-siècle de relations internationales avec le Tibet, le gouvernement de Sa Majesté était d'avis que le statut du Tibet n'était pas clair, et suggérant de reporter l'appel du Tibet.
En raison de l'ajournement, Surkhang Wangchen Tseten, ministre Affaires étrangères du Tibet et Khendrung Chöpel Tupten furent envoyés à Delhi pour discuter avec l'ambassadeur de la république populaire de Chine, Yuan. L'ambassadeur avisa qu'il serait préférable que les discussions se tiennent à Pékin, où fut signé l'accord en 17 points.
Un chercheur a découvert récemment que le dossier est toujours en suspens à l'ONU, il peut théoriquement être repris à tout moment là où il en est resté en novembre 1950.

## Suites
Dans sa lettre au secrétaire général de l'ONU datée du 9 septembre 1959, le dalaï-lama se réfère à l'appel du Tibet de 1950, et dénonce les crimes contre l'humanité auxquels le peuple du Tibet est soumis et en appelle à une action de l'ONU.
Dans sa lettre au secrétaire général de l'ONU datée du 29 septembre 1960, le dalaï-lama attire l'attention sur le second rapport de la Commission internationale de juristes concluant, inter alia, que les autorités chinoises s'étaient rendues coupables de génocide selon la Convention sur le génocide, confiant que l'ONU examinerait les faits sur lesquels la conclusion se fonde et prendrait des mesures.